# The Third Murder
The Third Murder (Originaltitel: 三度目の殺人, Sandome no Satsujin, deutsch „Der Dritte Mord“) ist ein japanischer Film von Hirokazu Koreeda aus dem Jahr 2017.

## Handlung
Zu Beginn sieht man den Mord an einem Mann, der ausgeraubt, mit Benzin übergossen und anschließend verbrannt wird.
Der Mörder Misumi muss sich mit Hilfe des Rechtsanwalts Shigemori vor Gericht verteidigen. Da Misumi vor 30 Jahren schon zweimal zu einer Haftstrafe wegen Mordes verurteilt worden ist, droht ihm diesmal die Todesstrafe. Misumi verstrickt sich aber zunehmend in Widersprüche und behauptet, sich nicht mehr genau erinnern zu können. Zum Beispiel gibt er an, von der Ehefrau des Ermordeten beauftragt worden zu sein, damit diese die Beiträge aus der Lebensversicherung erhalte. Für die am Prozess Beteiligten, die die Wahrheit erfahren wollen, wird diese Situation zunehmend unerträglich.

## Kritik
„2013 hat Koreeda in Like Father, Like Son eine Geschichte von biologischer und sozialer Identität erzählt. Daran schließt er nun mit The Third Murder an, denn auch hier verbindet sich ein soziologisches Interesse mit einer fundamentalen Reflexion auf Wirklichkeitsbezüge. Längst müsste der Regisseur zu den ganz Großen des japanischen Kinos gezählt werden, wäre da nicht dieses prinzipielle Understatement in seinen Filmen, das alles auf die Konzentration des Publikums setzt“